# 니시키다촌
니시키다촌(일본어: 錦田村)은 일본 시즈오카현의 동부, 기미사와군·다가타군에 속했던 촌이다. 현재의 미시마시 동부에 해당한다.

## 역사
- 1889년 4월 1일 - 정촌제 시행에 의해 기미사와군 니시키다촌이 성립하였다.
- 1896년 4월 1일 - 군제 시행에 의해 다가타군 니시키다촌이 되었다.
- 1941년 4월 29일 - 미시마정과 신설합병해, 미시마시가 성립하여, 동일 니시키다촌은 폐지되었다.

## 교통

### 도로
- 도카이도

## 참고 문헌
- 角川日本地名大辞典編纂委員会,『角川日本地名大辞典 22 静岡県』, 角川書店, 1978年, ISBN 4040012208